# Вијентијан
Вијентијан (лао језик ວຽງຈັນ Виангчан) је главни и највећи град Лаоса.  Налази се на обали реке Меконг која представља у том делу природну границу између Тајланда и Лаоса. Вијентијан је постао престоница 1563. године услед бојазни од бурманске инвазије. Касније су га Тајванци опљачкали и подигли из темеља 1827. године. Вијентијан је био административна престоница током француске управе. Услед економског раста задњих деценија, овај град је постао економски центар Лаоса. Град има популацију од 820.000 становника према резултатима пописа из 2015. године.

## Етимологија
'Vientiane' је француски правопис који потиче од лаоског Viangchan . Име је раније било писано као 'ວຽງຈັນທນ໌' (на тајландском, เวียงจันทน์) али се сада обично пише 'ວຽງຈັນ'. У Лаоу, вијанг (ວຽງ) се односи на 'град са зидинама', док чан (ຈັນ, раније ຈັນທນ໌) потиче од санскритског candana (चन्दन), 'сандаловина', и може се превести као 'град са зидинама од сандаловине'. Неки Лаошани погрешно верују да се односи на 'месечев град са зидинама', јер чан такође може да представља „месец“, иако је то раније било писано написано као 'ຈັນທຣ໌'. Друге романизације укључују 'Viangchan' и 'Wiangchan'.

## Географија

### Клима
Вијентијан има климу тропске саване (Кепен Aw) са изразитом влажном сезоном и сушном сезоном. Сува сезона Вијентијана се протеже од новембра до марта. Април означава почетак влажне сезоне која у Вијентијану која траје око седам месеци. Вијентијан има тенденцију да буде врућ и влажан током целе године, иако су температуре у граду донекле хладније током сушне сезоне.
| Клима Вијентијанa (1981–2010, екстреми 1907–садашњост) | Клима Вијентијанa (1981–2010, екстреми 1907–садашњост) | Клима Вијентијанa (1981–2010, екстреми 1907–садашњост) | Клима Вијентијанa (1981–2010, екстреми 1907–садашњост) | Клима Вијентијанa (1981–2010, екстреми 1907–садашњост) | Клима Вијентијанa (1981–2010, екстреми 1907–садашњост) | Клима Вијентијанa (1981–2010, екстреми 1907–садашњост) | Клима Вијентијанa (1981–2010, екстреми 1907–садашњост) | Клима Вијентијанa (1981–2010, екстреми 1907–садашњост) | Клима Вијентијанa (1981–2010, екстреми 1907–садашњост) | Клима Вијентијанa (1981–2010, екстреми 1907–садашњост) | Клима Вијентијанa (1981–2010, екстреми 1907–садашњост) | Клима Вијентијанa (1981–2010, екстреми 1907–садашњост) | Клима Вијентијанa (1981–2010, екстреми 1907–садашњост) |
| Показатељ \ Месец                                      | .Јан.                                                  | .Феб.                                                  | .Мар.                                                  | .Апр.                                                  | .Мај.                                                  | .Јун.                                                  | .Јул.                                                  | .Авг.                                                  | .Сеп.                                                  | .Окт.                                                  | .Нов.                                                  | .Дец.                                                  | .Год.                                                  |
| ------------------------------------------------------ | ------------------------------------------------------ | ------------------------------------------------------ | ------------------------------------------------------ | ------------------------------------------------------ | ------------------------------------------------------ | ------------------------------------------------------ | ------------------------------------------------------ | ------------------------------------------------------ | ------------------------------------------------------ | ------------------------------------------------------ | ------------------------------------------------------ | ------------------------------------------------------ | ------------------------------------------------------ |
| Апсолутни максимум, °C (°F)                            | 36,0 (96,8)                                            | 38,0 (100,4)                                           | 40,2 (104,4)                                           | 41,4 (106,5)                                           | 42,5 (108,5)                                           | 39,5 (103,1)                                           | 39,0 (102,2)                                           | 37,2 (99)                                              | 37,5 (99,5)                                            | 36,8 (98,2)                                            | 36,0 (96,8)                                            | 36,0 (96,8)                                            | 42,5 (108,5)                                           |
| Максимум, °C (°F)                                      | 28,7 (83,7)                                            | 30,8 (87,4)                                            | 33,1 (91,6)                                            | 34,6 (94,3)                                            | 33,1 (91,6)                                            | 32,2 (90)                                              | 31,6 (88,9)                                            | 31,2 (88,2)                                            | 31,3 (88,3)                                            | 31,2 (88,2)                                            | 30,1 (86,2)                                            | 28,3 (82,9)                                            | 31,1 (88)                                              |
| Просек, °C (°F)                                        | 22,4 (72,3)                                            | 24,7 (76,5)                                            | 27,1 (80,8)                                            | 29,0 (84,2)                                            | 28,4 (83,1)                                            | 28,1 (82,6)                                            | 27,7 (81,9)                                            | 27,5 (81,5)                                            | 27,3 (81,1)                                            | 26,8 (80,2)                                            | 24,8 (76,6)                                            | 22,2 (72)                                              | 26,3 (79,3)                                            |
| Минимум, °C (°F)                                       | 17,4 (63,3)                                            | 19,6 (67,3)                                            | 22,1 (71,8)                                            | 24,5 (76,1)                                            | 24,9 (76,8)                                            | 25,2 (77,4)                                            | 25,0 (77)                                              | 24,8 (76,6)                                            | 24,3 (75,7)                                            | 23,4 (74,1)                                            | 20,5 (68,9)                                            | 17,3 (63,1)                                            | 22,4 (72,3)                                            |
| Апсолутни минимум, °C (°F)                             | 3,3 (37,9)                                             | 7,6 (45,7)                                             | 10,0 (50)                                              | 13,8 (56,8)                                            | 19,0 (66,2)                                            | 20,0 (68)                                              | 19,5 (67,1)                                            | 20,6 (69,1)                                            | 18,8 (65,8)                                            | 12,9 (55,2)                                            | 8,9 (48)                                               | 5,0 (41)                                               | 3,3 (37,9)                                             |
| Количина падавина, mm (in)                             | 7,8 (0,307)                                            | 15,3 (0,602)                                           | 39,2 (1,543)                                           | 92,8 (3,654)                                           | 233,5 (9,193)                                          | 264,6 (10,417)                                         | 307,2 (12,094)                                         | 332,9 (13,106)                                         | 270,2 (10,638)                                         | 96,6 (3,803)                                           | 13,5 (0,531)                                           | 3,7 (0,146)                                            | 1.677,2 (66,031)                                       |
| Дани са кишом                                          | 1,0                                                    | 2,0                                                    | 5,0                                                    | 8,0                                                    | 16,0                                                   | 19,0                                                   | 20,0                                                   | 22,0                                                   | 17,0                                                   | 9,0                                                    | 2,0                                                    | 1,0                                                    | 122,0                                                  |
| Релативна влажност, %                                  | 70                                                     | 68                                                     | 66                                                     | 69                                                     | 78                                                     | 82                                                     | 82                                                     | 84                                                     | 83                                                     | 78                                                     | 72                                                     | 70                                                     | 75                                                     |
| Сунчани сати — месечни просек                          | 239,8                                                  | 216,9                                                  | 218,5                                                  | 227,6                                                  | 195,3                                                  | 140,8                                                  | 129,9                                                  | 133,0                                                  | 165,9                                                  | 210,5                                                  | 228,5                                                  | 246,6                                                  | 2.353,5                                                |
| Извор #1:                                              |                                                        |                                                        |                                                        |                                                        |                                                        |                                                        |                                                        |                                                        |                                                        |                                                        |                                                        |                                                        |                                                        |
| Извор #2: NOAA (humidity 1961–1990)                    |                                                        |                                                        |                                                        |                                                        |                                                        |                                                        |                                                        |                                                        |                                                        |                                                        |                                                        |                                                        |                                                        |

## Историја
Велики лаошки мит Фра Лак Фра Лам пева о принцу Татаради који је основао град када је напустио легендарно лаошко краљевство Муонг Интапата Маха Након на чије је чело дошао његов млађи брат. Татарада је првенствено основао град на десној обали реке Меконг (данашњи град Удон Тани у Тајланду). Једног дана митско биће - седмоглава Нага је рекла Татаради да започне изградњу новог града на левој обали реке Меконг, на месту данашњег Вијентијана.
Насупрот миту Фра Лак Фра Лам, већина историчара верује да је Вијентијан био рано кмерско насеље које је настало око хиндуистичког храма на чијем се месту данас налази национални симбол Лоса, ступа Па Тат Луанг.
У једанаестом и дванаестом веку, у периоду када се лаошко и тајландско становништво доселило у југоисточну Азију из јужне Кине, мали број преосталих Кмера је био исељен, погубљен или асимилован у лаошку цивилизацију.
Године 1354, када је Фа Нгум основао краљевство Лан Санг, Вијентијан је постао важан административни центар, али не и престоница.
Краљ Сетатират га је званично установио као престоницу Лан Санг краљевства 1560. године. Када се краљевство Лан Санг распало 1707. године, Вијентијан је постао независно краљевство кога је 1779. године освојио сијамски генерал Праја и потчинио га Сијаму (данашњем Тајланду).
Када је краљ Анувонг подигао устанак 1827. године, тај устанак је угушила сијамска војска. Коначно, град је прешао у француске руке 1893. године и постао седиште француског протектората Лаос 1899. године.

### Дваравати градске државне краљевине
До 6. века у долини реке Чао Праја, монски народи су се удружили и створили двараватска краљевства. На северу се Харипунџаја (Лампун) појавио као ривалска сила Двараватима. До 8. века Мони су продрли на север где су створили градове-државе, у Фа Даету (модерни Каласин, североисточни Тајланд), Сри Готапури (Сикотабонг) близу модерног Та Кека, Лаос, Муанг Суа (Луанг Прабанг) и Чантабурију (Вијентијан). У 8. веку нове ере, Сри Готапура (Сикотабонг) је била најјача од ових раних градских држава и контролисала је трговину широм региона средњег Меконга. Градске државе су биле лабаво политички везане, али су биле културно сличне и увеле су теревадски будизам од мисионара Шри Ланке широм региона.‍:6,7

## Становништво
| Година       | 2015    |
| ------------ | ------- |
| Становништво | 820.940 |

## Административно уређење
Вијентијан је седиште покрајине - градског подручја Вијентијана (кампенг након Вијентијан) која се састоји од девет дистрикта: Чантабули, Сикотабонг, Хајсета, Сисатанак, Нахајтонг, Хајтани, Хадксаифонг, Сангтонг и Паркнгум). Такође постоји и покрајина Вијентијан која је одвојена од градског подручја 1983. године, налази се 70 km северно од самог града Вијентијана и састоји се од десет дистрикта.

## Привреда

### Саобраћај
Мост пријатељства између Лаоса и Тајланда преко реке Меконг изграђен је 1994. године, 15 km низводно од Вијентијана, наспрам града Нонгкаја на тајландској страни реке Меконг. То је први мост изграђен преко реке Меконг на целом њеном току и изузетно је значајан као копнена веза између Лаоса и Тајланда. Средином моста је предвиђена изградња железничке пруге. То ће бити прва железница у Лаосу који засада нема железничку мрежу.
Ваздушни саобраћај се одвија преко Међународног аеродрома Вати.

## Универзитет
Државни универзитет Лаоса је основан у октобру 1996. године спајањем департмана претходно постојећих високошколских установа и представља једини државни универзитет у Лаосу. Универзитет се састоји из 11 факултета (природних наука, друштвених наука, инжињерства, пољопривреде, шумарства, економије и пословне администрације, права и политичких наука, архитектуре, књижевности, образовања, медицине), школе за основне студије и центра за развој животне средине. 

## Партнерски градови
- Бангкок
- Читагонг
- Пном Пен
- Орландо
- Хо Ши Мин
- Чиребон